# Nuno Ribeiro (escritor)
Nuno Ribeiro (Lisboa, 1983) é filósofo, ensaísta e filólogo.
Licenciado e Doutor em Filosofia pela Universidade Nova de Lisboa, tendo realizado pesquisas de pós-doutoramento na Universidade Federal de São Carlos e na Universidade de São Paulo.
É, atualmente, investigador do Instituto de Estudos de Literatura e Tradição da Universidade Nova de Lisboa.

## Algumas obras
- Fernando Pessoa e Nietzsche: O pensamento da pluralidade. Lisboa: Verbo, 2011.[2]
- Nietzsche, Pessoa e Freud (com Paulo Borges e Cláudia Souza). Lisboa: Centro de Filosofia da Universidade de Lisboa, 2013.[3]
- A Filosofia como Poetar: Escritos sobre Wittgenstein e Fernando Pessoa. Lisboa: Apenas Livros, 2016.[4]
- Fernando Pessoa e a Filosofia: Um estudo a partir do espólio. Lisboa: Apenas Livros, 2016.[5]
- A Ode Marítima de Álvaro de Campos: Edição com documentos do espólio e textos interpretativos (com Cláudia Souza e Paulo Borges). Lisboa: Apenas Livros, 2016.[6]
- Raphael Baldaya: Fragmentos de uma personalidade pessoana (com Paulo Borges e Cláudia Souza). Lisboa: Âncora Editora, 2018.[7]
- Fernando Pessoa & Kant (com Cláudia Souza). Lisboa: Apenas Livros, 2016.[8]
- Meditações Wittgensteinianas: Estudos Estético-filosóficos. Lisboa: Apenas Livros, 2017.[9]
- Exercícios de Pensamento: Ensaios Estético-literários. Lisboa: Apenas Livros: 2017.[10]
- Fernando Pessoa, Schopenhauer & Nietzsche (com Cláudia Souza). Lisboa: Apenas Livros, 2017.[11]
- Fernando Pessoa & Pascal (com Cláudia Souza). Lisboa: Apenas Livros, 2017.[12]
- Fernando Pessoa & Goethe (com Cláudia Souza). Lisboa: Apenas Livros, 2017.[13]
- Fernando Pessoa & Walt Whitman (com Cláudia Souza). Lisboa: Apenas Livros, 2018.[14]
- Fernando Pessoa & o Epicurismo (com Cláudia Souza). Lisboa: Apenas Livros, 2018.[15]
- A(s) Poética(s) de Fernando Pessoa. Lisboa: Apenas Livros, 2019.[16]
- António Botto & Fernando Pessoa: poéticas em diálogo (com Margarida Almeida Bastos). Lisboa: Biblioteca Nacional de Portugal, 2021.[17]
- Fernando Pessoa: Entre Leituras e Poéticas. Vila Nova de Famalicão: Edições Húmus, 2021.[18]
- A(s) Poética(s) de Fernando Pessoa 2: Novos Ensaios. Lisboa: Apenas Livros, 2022.[19]
- Fernando Pessoa: pré-heteronímia, drama em gente e desassossego (com Cláudia Souza). Vila Nova de Famalicão: Edições Húmus, 2023.[20]